# Eleonora Sanvitale
Anna Eleonora Sanvitale (o Anna Leonora) (Sala Baganza, 1558 – Ferrara, 19 marzo 1582) è stata una poetessa italiana in volgare e in latino, cantante alla corte di Casa d'Este a Ferrara e, con la sua matrigna Barbara Sanseverino,  una delle più brillanti nobildonne della corte estense.

## Biografia

Stemma Sanvitale

Eleonora nacque a Sala Baganza nel 1558; figlia del conte di Sala Giberto IV Sanvitale e della prima moglie Livia da Barbiano di Belgioioso, fu istruita nella raffinata corte rinascimentale paterna, mettendo presto in luce le spiccate doti poetiche e letterarie.
Rimase orfana della madre ancora bambina e, dopo due anni, fu cresciuta dalla matrigna Barbara Sanseverino, di pochi anni più vecchia di lei, che la portò con sé in numerosi viaggi e valorizzò tutte le sue doti; giunse infine coi genitori a Roma, ove studiò canto e incontrò Giulio Thiene, primo marchese di Scandiano, che sposò nel 1576.
Nella corte estense di Ferrara, Elenora si distinse per la bellezza e per le doti canore e poetiche, attirando l'attenzione di vari letterati, tra i quali lo scrittore Girolamo Catena e il poeta Torquato Tasso; fu membro della prima esecuzione del Concerto delle dame e cantò nella musica reservata della corte; mantenne sempre la protezione del duca Alfonso II e della duchessa Margherita.
Morì a Ferrara nel 1582, un mese dopo la nascita del secondogenito Ottavio; fu sepolta a Scandiano per volere del marito.

## Torquato Tasso
Il poeta Torquato Tasso dedicò un sonetto alle sue labbra: Alla Contessa di Scandiano.
Quel labbro, che le rose han colorito,
Molle si sporge e tumidetto in fuore,
Spinto per arte, mi cred'io, d'Amore,
A fare a i baci insidioso invito.
Amanti, alcun non sia cotanto ardito
Ch'osi appressarsi, ove tra fiore e fiore
S'asconde un angue ad attoscarvi il core,
E 'l fiero intento io veggio, e ve l'addito.
Io, ch' altre volte fui nelle amorose
Insidie colto, or ben lo riconosco,
E le discopro, o giovinetti, a voi;
Quasi pomi di Tantalo, le rose
Fansi all'incontro, e s'allontanan poi;
Sol resta Amor che spira fiamma e tosco.

## Discendenza
Dal matrimonio con Giulio Thiene nacque:
- Livia (1577 - ?)
- Ottavio (1582-1624), secondo marchese di Scandiano